# Liste des longs métrages malawites proposés à l'Oscar du meilleur film international
Cet article présente la liste des longs métrages malawites proposés à l'Oscar du meilleur film international.

## Films proposés par le Malawi
| Année (Cérémonie) | Titre français                   | Titre original                   | Langue(s)       | Réalisateur       | Résultat  |
| ----------------- | -------------------------------- | -------------------------------- | --------------- | ----------------- | --------- |
| 2019 (91e)        | The Road to Sunrise (en)         | The Road to Sunrise (en)         | nyanja, anglais | Shemu Joyah       | Non nommé |
| 2022 (94e)        | Fatsani: A Tale of Survival (en) | Fatsani: A Tale of Survival (en) | nyanja, anglais | Gift Sukez Sukali | Non nommé |